# Baïdou-Ngoumbourou
Baïdou-Ngoumbourou est une commune rurale de la préfecture de la Ouaka, en République centrafricaine. Elle s’étend à l’ouest et au nord de la ville d’Ippy et doit son nom à deux cours d’eau du bassin de la Ouaka, le Ngou Mbourou et la Baïdou.

## Géographie
La commune est située au centre-nord de la préfecture de la Ouaka.
|             | Koudou-Bégo        | Yéngou               |
| Koudou-Bégo | Baïdou-Ngoumbourou | Ippy                 |
|             | Danga-Gboudou      | Yéngou, Haute-Baïdou |

## Villages
La commune compte 45 villages en zone rurale recensés en 2003 : Akpa, Andjitoyo, Babi, Bade, Banguidi, Batinga, Dekamba, Djade, Domo, Gomar, Gomara, Gorassa, Grapou, Koudou-Kaga, Koudoumende, Koundou, Lebanguere, Madonguere, Malatadou, Mambissi, Mbadje Lokoto, Mbake, Mbiakreu, Ndaboukreu, Ndakara, Ndambia, Ndekossi, Nemayassi, Ngadja, Ngaopou, Nguerehounou, Randioua 1, Randioua 2, Regbanda, Rekene, Sabanga, Soukoungou, Tchenebou, Tiango, Wadimi 1, Wadimi 2, Yandia, Yanguere, Ziguili, Zoubingui.

## Éducation
La commune compte 5 écoles publiques : à Zoubingui, Bade, Ndakara, Wadimi et Akpa.